# Micronoemia bifasciata
Micronoemia bifasciata är en skalbaggsart som beskrevs av Aurivillius 1922. Micronoemia bifasciata ingår i släktet Micronoemia och familjen långhorningar.
Artens utbredningsområde är Seychellerna. Inga underarter finns listade i Catalogue of Life.